# Altes Rathaus (Niederbrechen)

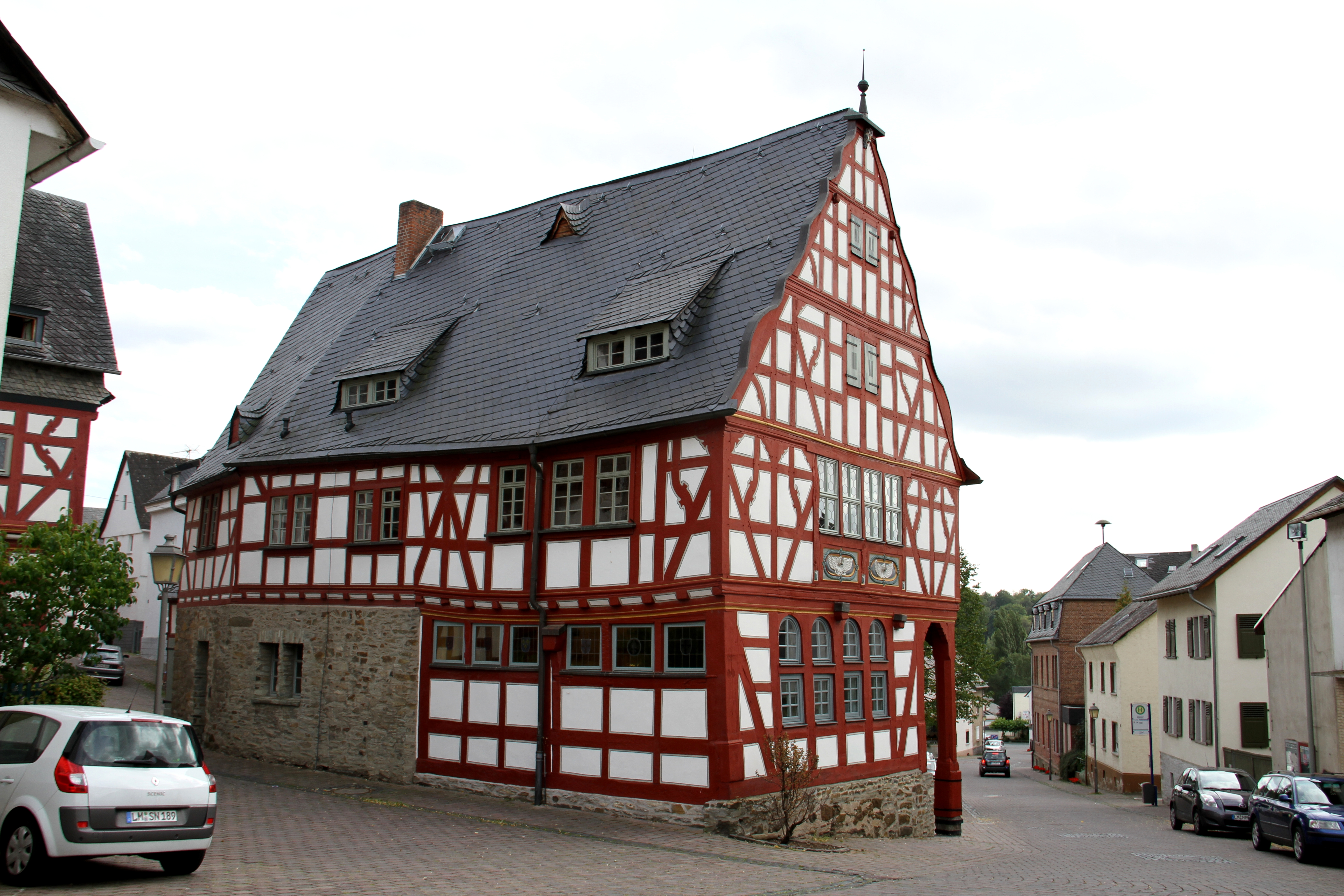
Altes Rathaus (2011)

Das Alte Rathaus ist ein denkmalgeschütztes Fachwerkhaus in Niederbrechen, einem Ortsteil der hessischen Gemeinde Brechen.

## Bau- und frühe Nutzungsgeschichte

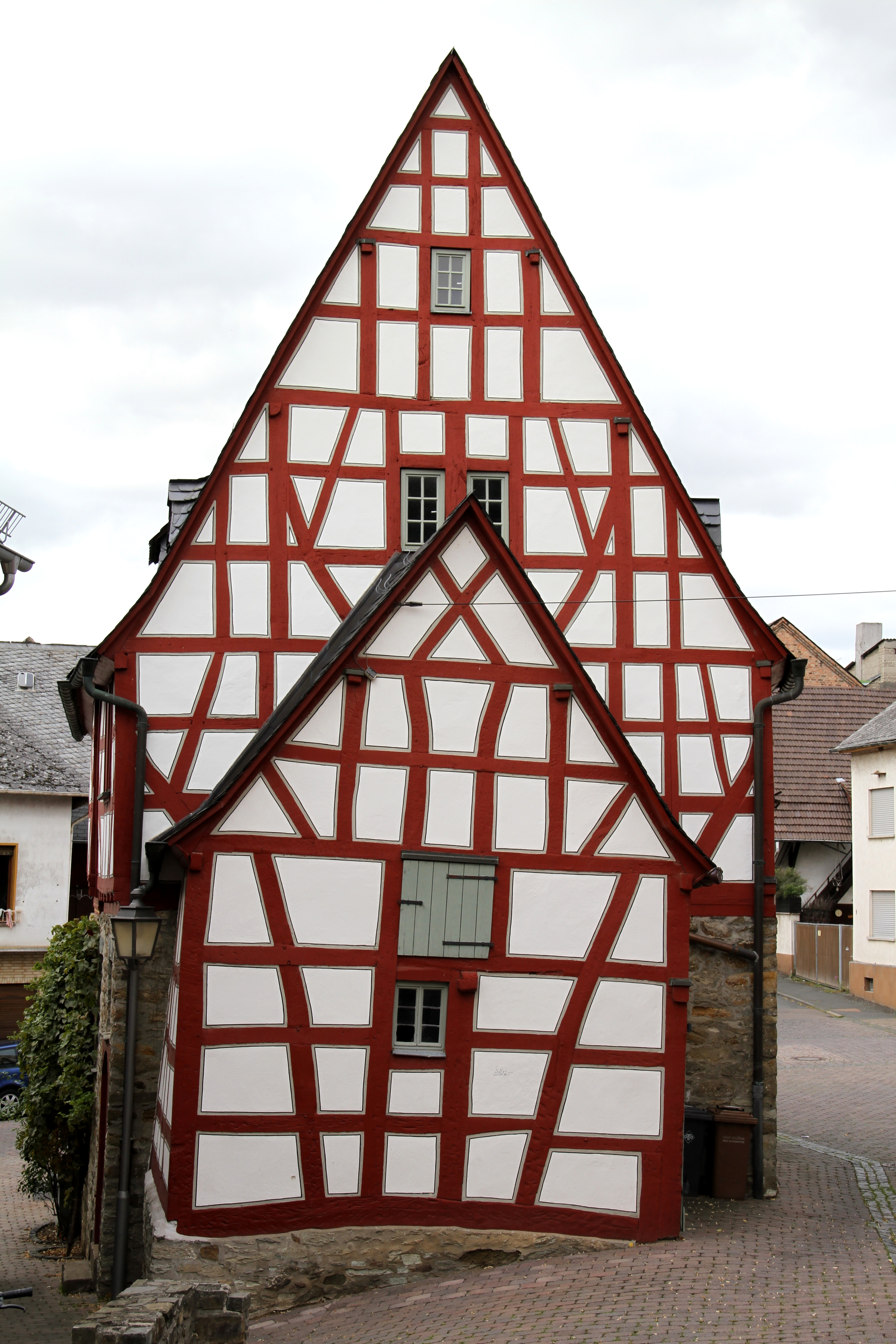
Rückseitiger Anbau

Das Gebäude wurde 1700 als kurtrierisches Amts- und Zehnthaus auf bereits bestehenden Grundmauern erbaut, 1722 wurde ein Anbau mit einem kleinen Backhaus errichtet. Im Erdgeschoss befand sich ein offener Laubengang, im Obergeschoss des zweistöckigen Fachwerkbaus war ein Versammlungsraum eingerichtet, der dreiseitig durch kunstvoll verzierte fränkische Erker belichtet wurde.
Der Giebel ist dreifach geschweift, im Firstdreieck ist ein Gesicht eingeschnitzt, das den „Rothesmannes“ (Rathausmann) darstellen soll. Mittig war ursprünglich ein Zwerchhaus aufgesetzt, dessen genaue Position noch heute an den Zapfenlöchern erkennbar ist. Genutzt wurde das Zwerchhaus zur Einlagerung der Zehntabgaben in den zweigeschossigen Speicher des Hauses, der bald nach der Erbauung durch zwei Säulen im Saal gestützt werden musste.

## Umbau zum Rathaus
1791 wurde das Zehnthaus zum Rathaus umgebaut. In den folgenden Jahren wurde der Laubengang im Erdgeschoss verschlossen, zudem wurde das Gebäude aus Brandschutzgründen komplett verputzt. Dem fielen die fränkischen Erker des Versammlungsraums sowie große Teile des Schnitzwerks zum Opfer. Auch das Zwerchhaus wurde entfernt, neu angebracht wurde ein Schlauchturm für die Feuerwehr. 1895 ersetzte man bei einer Neudeckung des Daches die kleinen Gauben durch breitere Schleppgauben.

## Sanierung und Wiederherstellung

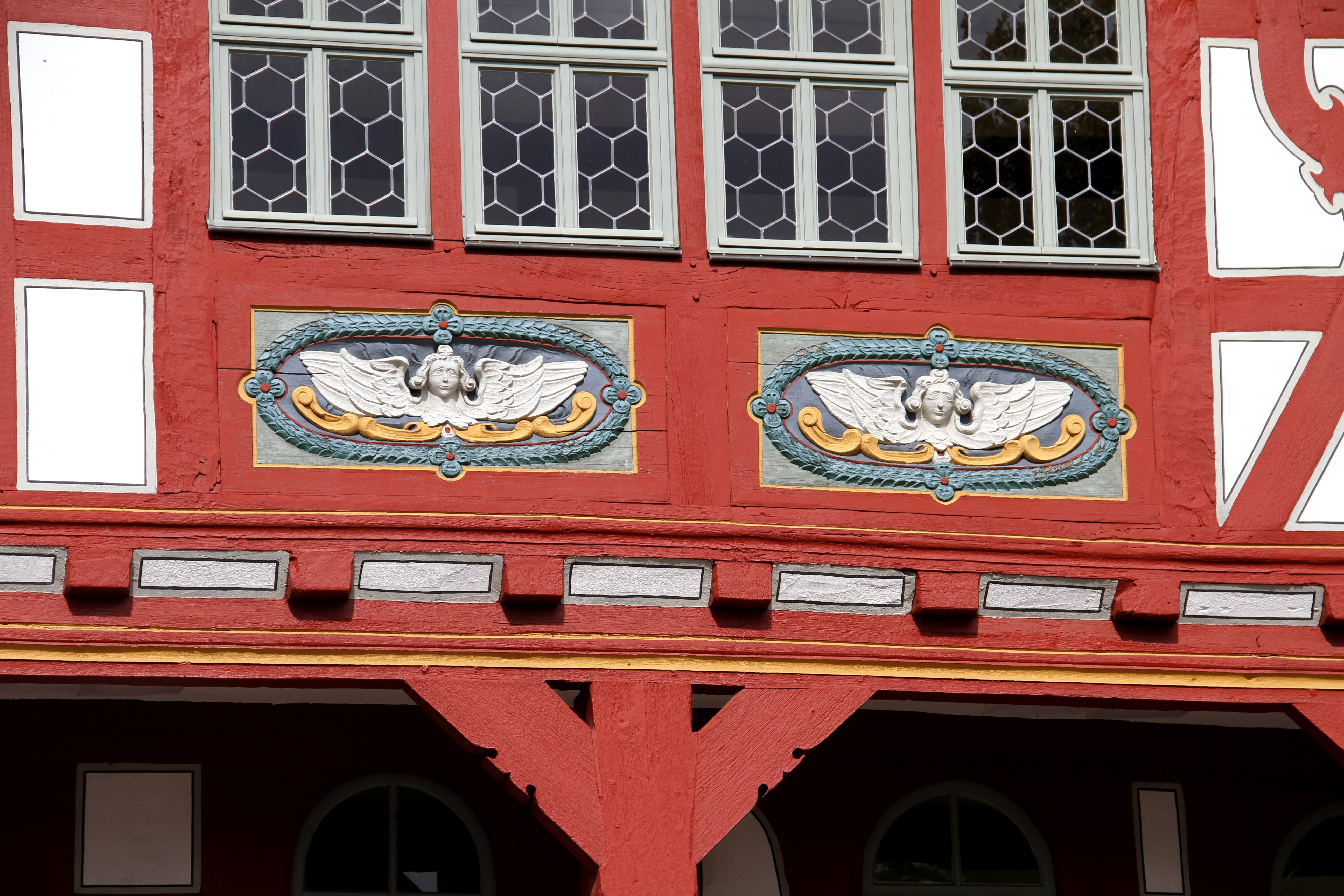
Verzierungen an den fränkischen Erkern

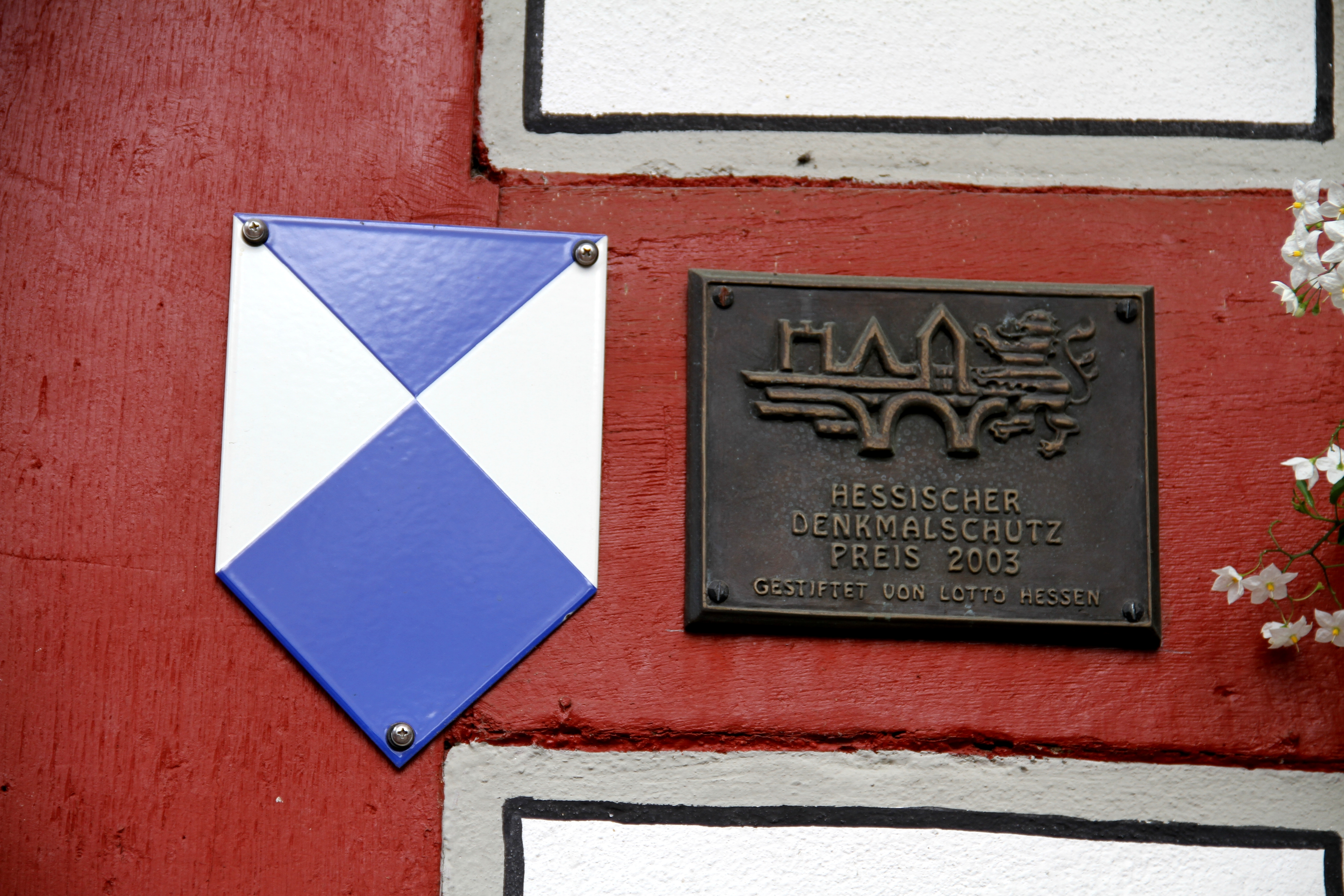
Plakette „Hessischer Denkmalschutzpreis 2003“

1912 wurde unter dem Frankfurter Konservator Ferdinand Luthmer das Fachwerk wieder freigelegt, 1965 erfolgte ein großer Umbau zur Modernisierung, insbesondere wurde das Gebäudeinnere nahezu vollständig verändert. Dabei wurde die Fachwerkkonstruktion schwer beschädigt, da das Lehmgefache ausgetauscht, Bundwände ausgebaut sowie ungeeignete Werkstoffe verwendet wurden. Zudem wurden die Holzverbindungen nicht fachmännisch gearbeitet, in der Folge vermoderten Zapfen- und Eckverbindungen. Als 2001 Teile des Giebels und der westlichen Traufseite auf die Straße zu stürzen drohten, wurde eine umfangreiche Sanierung erforderlich.
Im Zuge der Sanierung wurde das ursprüngliche Erscheinungsbild fast vollständig wiederhergestellt. Auch die fränkischen Erker wurden wieder angebracht, dabei wurden die Brüstungstafeln mit von einer Blattgirlande umrahmten geflügelten Engelsköpfen nach noch erhaltenen Resten neu geschnitzt. Der große Versammlungsraum im Obergeschoss wurde ebenfalls wiederhergestellt, indem die neuen Innenwände ausgebaut und die frühere Bundwand rekonstruiert wurde.
Die Baukosten betrugen fast 250.000 € und wurden von der Gemeinde Brechen getragen, das Landesamt für Denkmalpflege Hessen unterstützte das Vorhaben mit einem Zuschuss von 30.000 €.
Im Jahr 2003 wurde die Gemeinde für die „mustergültige Sanierung in traditioneller Handwerkstechnik“ mit dem Hessischen Denkmalschutzpreis ausgezeichnet, zudem wurde das Alte Rathaus im Mai 2005 als „Denkmal des Monats“ auf der Website des Landesamts vorgestellt.

## Heutige Nutzung
Das Alte Rathaus beherbergt das Gemeindearchiv, der Saal im Obergeschoss wird als Trauraum und für kulturelle Veranstaltungen genutzt. Im Erdgeschoss befand sich bis Ende 2009 eine Bankfiliale. Von 2010 bis 2015 diente das Alte Rathaus auch als Firmensitz eines Beratungsunternehmens für Informationssicherheit. Heute wird es komplett für kulturelle Veranstaltungen uns als Sitzungsraum für Parteien und Ausschüsse genutzt.